# Dipodascopsis uninucleata
Dipodascopsis uninucleata är en svampart som först beskrevs av Biggs, och fick sitt nu gällande namn av L.R. Batra & Millner 1978. Dipodascopsis uninucleata ingår i släktet Dipodascopsis och familjen Lipomycetaceae.   Inga underarter finns listade i Catalogue of Life.